# 1540 en musique classique
| \| • Retour à la chronologie générale de la musique classique • \| |
| Grèce • Rome • Haut Moyen Âge • VIIIe siècle • IXe siècle • Xe siècle • XIe siècle XIIe siècle • XIIIe siècle • XIVe siècle • XVe siècle • XVIe siècle • XVIIe siècle XVIIIe siècle • XIXe siècle • XXe siècle • XXIe siècle |
| • Retour à la chronologie générale de la musique classique • |

| Années en musique classique : 1537 - 1538 - 1539 - 1540 - 1541 - 1542 - 1543    |
| Décennies en musique classique : 1510 - 1520 - 1530 - 1540 - 1550 - 1560 - 1570 |

## Œuvres
- Les Souterliedekens, qui constituent le premier psautier complet traduit en néerlandais et pourvu d'une notation musicale est publié chez Symon Cock à Anvers avec l'approbation des autorités ecclésiastiques.

## Naissances
- Giulio Cesare Barbetta, compositeur italien († 1603).
- Nicholas Carlton, compositeur anglais († 1610).
- Antonio Amati, luthier italien († 1638).

Avant 1540 :
- Noé Faignient, compositeur franco-flamand († avant 1600).

Vers 1540 :
- Jean de Castro, compositeur franco-flamand († après 1600).
- Séverin Cornet, compositeur franco-flamand († 1582 ou 1583).
- Giovanni Dragoni, compositeur et maître de chapelle italien († décembre 1598).
- Marco Facoli, organiste, claveciniste, compositeur italien († 1585).
- Johannes de Fossa, compositeur franco-flamand († 1603).
- Gregorius Trehou, compositeur franco-flamand († 1619).
- fl. : François Roussel, compositeur d’origine probablement franc-comtoise (actif jusqu'en 1580).

1540 ou 1545 :
- Jacob Regnart, compositeur franco-flamand († 16 octobre 1599).

## Décès
- Francesco Layolle, compositeur et organiste florentin (° 4 mars 1492).
- Carolus Souliaert, compositeur franco-flamand.